# Ben Broeders
Ben Broeders (* 21. Juni 1995 in Löwen) ist ein belgischer Leichtathlet, der sich auf den Stabhochsprung spezialisiert hat und aktuell Inhaber des Landesrekordes ist.

## Sportliche Laufbahn
Erste internationale Erfahrungen sammelte Ben Broeders bei den Juniorenweltmeisterschaften 2014 in Eugene, bei denen er mit einer Höhe von 5,00 m in der Qualifikation ausschied. Im Jahr darauf belegte er bei den U23-Europameisterschaften in Tallinn mit 5,20 m den neunten Platz und 2016 qualifizierte er sich erstmals für die Europameisterschaften in Amsterdam, bei denen er mit übersprungenen 5,50 m auf Rang vier gelangte. 2017 siegte er bei den U23-Europameisterschaften in Bydgoszcz mit 5,60 m und im Jahr darauf gelang ihm bei den Europameisterschaften in Berlin in der Qualifikation kein gültiger Versuch über die Einstiegshöhe. 2019 nahm er an der Sommer-Universiade in Neapel teil und gewann dort mit 5,51 m die Bronzemedaille hinter dem Philippiner Ernest John Obiena und Torben Blech aus Deutschland. Zudem qualifizierte er sich für die Weltmeisterschaften in Doha, bei denen er mit 5,55 m im Finale den zwölften Platz belegte. 2020 wurde er mit 5,70 m Zweiter beim Herculis in Monaco und auch beim Bauhaus-Galan gelangte er mit 5,73 m auf Rang zwei, wie auch beim Memorial Van Damme mit 5,70 m und bei der Golden Gala Pietro Mennea in Rom mit 5,80 m. Im Jahr darauf nahm er an den Olympischen Spielen in Tokio teil, verpasste dort aber mit 5,65 m den Finaleinzug. Anschließend steigerte er in Löwen den belgischen Landesrekord auf 5,81 m.
2022 belegte er bei den Hallenweltmeisterschaften in Belgrad mit 5,75 m den fünften Platz und im Mai wurde er bei der Doha Diamond League mit einer Höhe von 5,71 m Dritter. Im Juni verbesserte Broeders den von ihm gehaltenen belgischen Landesrekord beim Sommerspringen in Merzig auf 5,85 m. Kurz drauf siegte er mit 5,80 m beim Meeting de Paris und belegte anschließend bei den Weltmeisterschaften in Eugene mit 5,70 m im Finale den elften Platz. Im August verpasste er bei den Europameisterschaften in München mit 5,50 m den Finaleinzug. Im Jahr darauf belegte er bei den Halleneuropameisterschaften in Istanbul mit 5,60 m den achten Platz. Im Juni wurde er bei der 1. Liga der Team-Europameisterschaft im Rahmen der Europaspiele in Chorzów mit 5,45 m Siebter und im August belegte er bei den Weltmeisterschaften in Budapest mit 5,75 m im Finale den siebten Platz. 2024 gelangte er bei den Hallenweltmeisterschaften in Glasgow mit 5,65 m auf Rang sechs. Im Mai wurde er bei der Diamond League Shanghai mit 5,82 m Zweiter, ehe er bei den Europameisterschaften in Rom mit 5,50 m auf Rang 13 gelangte. Im August verpasste er bei den Olympischen Sommerspielen in Paris mit 5,60 m den Finaleinzug. Anschließend siegte er mit 5,71 m beim Palio Città della Quercia und wurde beim Memorial Van Damme mit 5,82 m Dritter.
2025 klassierte er sich bei den Halleneuropameisterschaften in Apeldoorn mit 5,70 m den fünften Platz.
In den Jahren 2019 und 2020 sowie von 2022 bis 2024 wurde Broeders belgischer Meister im Stabhochsprung im Freien sowie von 2014 bis 2016, 2019, 2023 und 2025 auch in der Halle.